# ナメラ属
ナメラ属（ナメラぞく、Elaphe）は、爬虫綱有鱗目ナミヘビ科に分類される属。無毒。

## 分布
北アメリカ大陸、ユーラシア大陸、インドネシア、日本、台湾

### 日本に分布する種
シュウダ、アオダイショウ、シマヘビ、スジオナメラ

## 形態
全長50cmほどの小型種から3mを超える種までさまざまであり、生息環境もさまざまであるが、これらの共通点として、まず卵型ないしは方型の頭部が挙げられる。これは、鳥やその卵、齧歯類を中心とした中小型の哺乳類など、体に対して大型の獲物を食べるのに最も適した形で、大抵の種は鶏卵でもすんなりと飲み込める。また、シュウダのように体鱗にキール（筋状の盛り上がり）を有する種もいるが、多くの種では体鱗は滑らかである。「ナメラ」という名称もこの鱗の特徴（滑らかな甲羅の意味。甲羅=鱗と考えても差し支えない。また、「羅」の字は表面を意味することもある。）から名付けられた。

## 生態
森林や草原などに生息する。主に地表性だが樹上に登るなど、立体的な活動を行う種もいる。
食性は動物食で、小型哺乳類、鳥類やその卵、小型爬虫類、両生類などを食べる。食性は種や亜種、地域によっても異なり、日本に分布する種を例に挙げると、
- アオダイショウ、スジオナメラ - 立体的な活動を行い、主に小型哺乳類や鳥類を食べる。アオダイショウの幼体は、爬虫類や両生類も食べる。
- シュウダ - 基亜種はヘビを主に食べる。亜種ヨナグニシュウダは小型哺乳類、鳥類、爬虫類を食べる。
- シマヘビ - 爬虫類、両生類を中心に鳥類の卵、小型哺乳類なども食べる。

などが挙げられる。毒は持たないので、獲物に身体を巻き付けて絞め殺してから、死体を注意深く調べ、頭から飲み込む。
繁殖形態は卵生である。

## 分類
以下の分類・英名はReptile Database(2025)に従う。和名は、付記のない限り中井(2021)に従う。
- Elaphe anomala ミナミカラダイショウ
- Elaphe bimaculata フタモンナメラ Chinese leopard snake
- Elaphe cantoris カントールナメラ Eastern trinket snake
- Elaphe carinata シュウダ（タイリクシュウダ） Taiwan stink snake
- Elaphe climacophora アオダイショウ Japanese ratsnake
- Elaphe davidi ダビドナメラ Pere David's rat snake
- Elaphe dione サラサナメラ Steppes ratsnake
- Elaphe druzei
- Elaphe hodgsoni ホジソンナメラ
- Elaphe moellendorffi ツマベニナメラ Flower snake
- Elaphe quadrivirgata シマヘビ Japanese four-lined ratsnake
- Elaphe quatuorlineata タイリクシマヘビ Four-lined snake
- Elaphe sauromates トウオウナメラ Blotched rat snake
- Elaphe schrenckii キタカラダイショウ Amur ratsnake
- Elaphe taeniura スジオナメラ[1] Beauty snake
- Elaphe urartica ウラルトゥナメラ Urartian rat snake
- Elaphe xiphodonta Qin Emperor rat snake
- Elaphe zoigeensis ゾルゲナメラ Zoige ratsnake